# Joann Lõssov
Joann Lõssov (Tallinn, 10 settembre 1921 – Tallinn, 3 agosto 2000) è stato un cestista sovietico.

## Carriera
Con l'Unione Sovietica ha disputato i Giochi olimpici di Helsinki 1952 e due edizioni dei Campionati europei (1947, 1951).